# Villa La Gallina
Villa La Gallina si trova a Firenze, fa parte del complesso della Torre del Gallo ed ha accesso da piazza di Volsanminiato.

## Storia
La villa risale forse al XIV secolo, ma la prima traccia documentaria risale al 1427, quando apparteneva alla famiglia Lanfredini. Forse furono Jacopo e Giovanni Lanfredini, amici di Lorenzo il Magnifico, a commissionare il famoso affresco di Nudi danzanti attribuito ad Antonio del Pollaiolo. I due fratelli nel 1464 comprarono anche l'adiacente Torre del Gallo e da allora le due proprietà vennero unite ed ebbero sorte comune. Tramandate di generazione in generazione dai Lanfredini, con l'estinzione della famiglia nel 1741, con la morte del cardinale Giacomo Lanfredini, vescovo d'Osimo e Cingoli, la proprietà subì numerosi passaggi, fino a giungere al conte Paolo Galletti. Nel 1902 tutto venne acquistato dall'antiquario Stefano Bardini, che fece fare alcuni restauri alla villa, ma non con l'incisività con cui fu quasi completamente ricostruita la torre. Abbandonata durante il periodo tra le due guerre mondiali, oggi è infine di proprietà privata.

## Architettura e arte
La pianta della villa ha uno sviluppo longitudinale consistente. Il fronte verso la strada è decorato da una loggetta con una grande arcata a serliana sostenuta da colonne, sopra la quale si apre una terrazza. Al centro della villa si trova un cortile chiuso da un muro merlato.

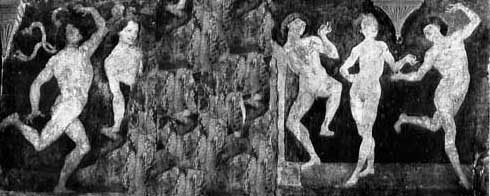
Nudi danzanti, Antonio del Pollaiuolo

Il salone del Pollaiuolo conserva il famoso ciclo di affreschi con Nudi danzanti, che occupa solo una parte delle pareti, per cui si è pensato che potesse essere stato interrotto. I dipinti, che creavano un'atmosfera gioiosa e paganeggiante, ricordando l'ebbrezza del ballo sfrenato dei Canti carnascialeschi, vennero probabilmente imbiancati molto presto, forse già all'epoca delle predicazioni di Girolamo Savonarola, di cui i Lanfredini furono seguaci, tanto che il Vasari ne ignorò l'esistenza, come per altro fece per altri affreschi in ville fiorentine. A tal proposito sono pertinenti le parole pronunciate dal Savonarola durante un discorso:

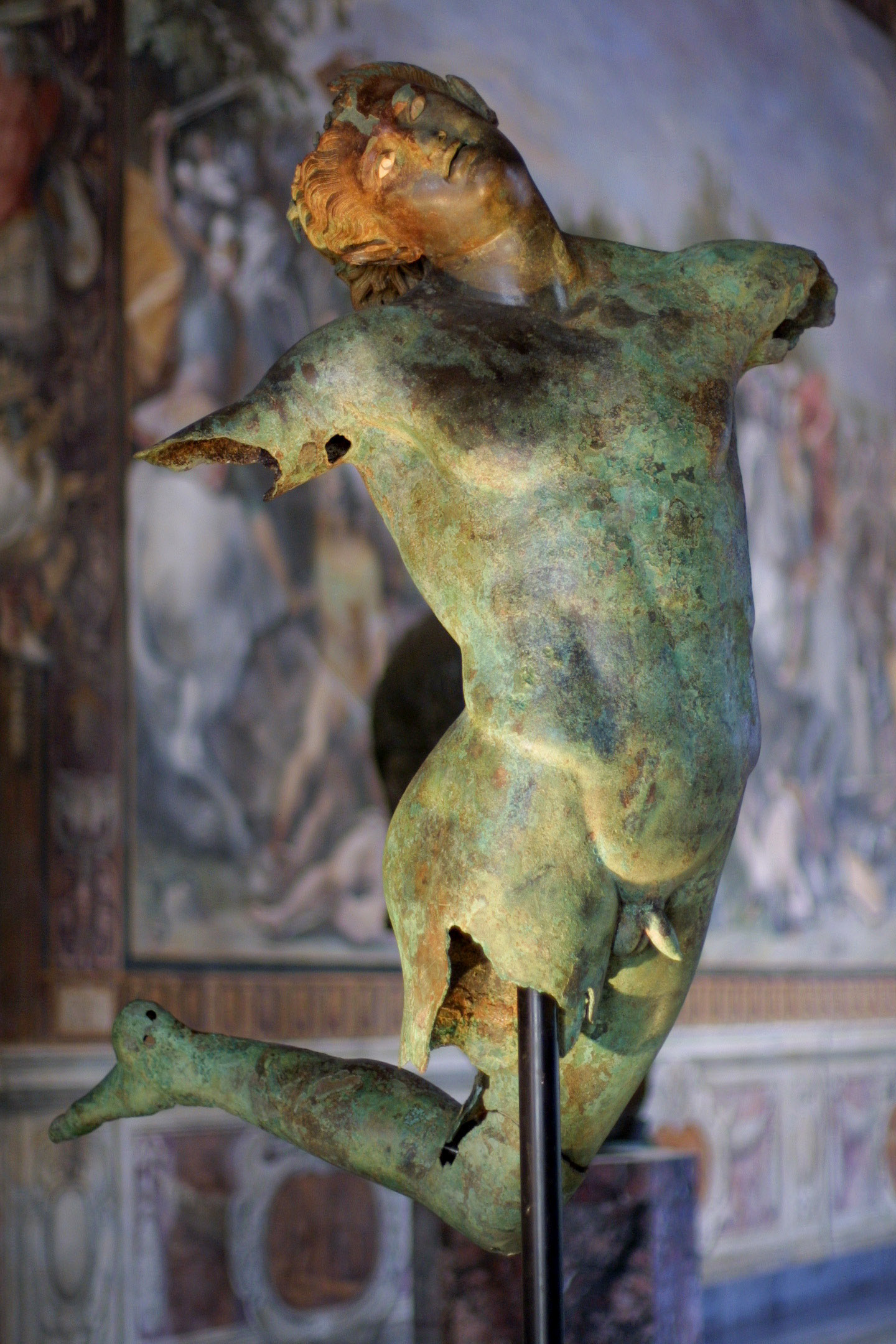
Il Satiro danzante

La figura femminile venne addirittura coperta con uno strato di pece. L'affresco fu scoperto solo nel 1897 dal conte Paolo Galletti in una sala al pian terreno, dove anni prima era stata aperta una porta che purtroppo aveva inconsapevolmente distrutto una parte delle pitture. Nonostante lo stato di conservazione non sia ottimale, quanto rimane riesce ancora a dare un'idea della potenza dell'opera, il cui movimento frenetico non può che essere opera del migliore specialista della "linea funzionale" (espressione di Roberto Longhi per indicare i contorni vibranti che trasmettono l'idea di movimento), tanto che il ciclo è unanimemente considerato dalla critica come il più importante complesso di iniziazione dionisiaca del XV secolo.
Secondo le consuetudini iconografiche dell'epoca il dipinto era probabilmente concepito come un finto arazzo, con scritte di corredo; nei tondi si trovano raffigurazioni di fiori e frutta. I movimenti frenetici del gruppo di giovani erano ispirati certamente alle opere antiche, come ne restano in cammei o nella statuaria. Straordinaria è la somiglianza, per esempio, tra l'ultimo satiro della serie e il Satiro danzante in bronzo, prodotto originale dell'arte greca di epoca classica o ellenistica, conservato nel Museo di Mazara del Vallo, una cui simile effigie era stata forse vista dal Pollaiolo su un rilievo di un sarcofago o sul cameo del I secolo a.C. già nelle collezioni medicee ed oggi al Museo archeologico nazionale di Napoli.